# Gédéon Sarasin
Gédéon Sarasin (* 19. Juni 1576 in Courcelles; † 16. Dezember 1636 in Basel) war ein Grosskaufmann und Stammvater der Basler Patrizier- und Bankiersfamilie Sarasin.

## Leben
Gédéon Sarasin stammte aus einer calvinistischen Familie. Seine Eltern waren der nach Metz zugezogene Tuchhändler Regnault Sarasin und Mayon geb. Cachedenier. Gédéon Sarasin verlegte das Handelshaus seiner Familie 1598 nach Markirch im Elsass und 1602 nach Colmar. Diese Ortswechsel folgten einer der beiden Haupt-Handelsrouten für französische Produkte (sogenannte «Pariser Waren») ins Reich, die von Paris über Châlons sur Marne, Nancy und Markirch nach Strassburg verlief. «Es war ein Handel mit allerlei französischen Modeartikeln, Seidenstoffen […], den ständig neu entstehenden Mischstoffen, die oft billiger und eleganter waren als die herkömmlichen Wolltuche […], Hüten, Strümpfen, verschiedenen Arten von Seidenbändern, usw.»
In der Anfangsphase des Dreissigjährigen Krieges eroberten kaiserlich-katholische Truppen 1628 die Reichsstadt Colmar. Die Eroberer forderten die protestantischen Einwohner ultimativ auf, zum Katholizismus zu konvertieren oder Colmar zu verlassen. Unter denen, die gingen, war die Familie Sarasin. Wie viele Refugianten wählten sie das neutrale Basel als neuen Wohnort.
Gemeinsam mit seinem Sohn Regnault erwarb Gédéon Sarasin 1628 das Basler Bürgerrecht und wurde in die Safranzunft aufgenommen. Bis 1629 war er Teilhaber der Firma Wibert und Sarasin, danach führte er mit seinen Söhnen in Basel eine eigene Firma. Die Integration ins Basler Patriziat erfolgte schnell: Die Söhne heirateten in die Refugiantenfamilien Triponnet und Du Fay und in die Basler Familie Burckhardt ein. In der nächsten Generation verschwägerten sich die Sarasins mit den Familien Schönauer, Burckhardt, Eglinger, Gottfried, Weiss, Socin, Werthemann und Mitz. Wenige Jahre nach seiner Bürgeraufnahme kaufte Gédéon Sarasin das Haus zum Kardinal an der Freien Strasse bei einer gerichtlichen Versteigerung (Gant) für 5000 fl.
Die beiden ältesten Söhne Gédéon Sarasins, Regnault (Reinhardt) und Hans Franz, reisten in einer Gruppe meist junger verwandter und befreundeter Basler und St. Galler Kaufleute 1633 zur Strassburger Weihnachtsmesse. Um dem Kriegsgeschehen auszuweichen, wählten sie bei der Rückkehr die Route über den Hochschwarzwald. Am 16. Januar erreichten sie Triberg, wegen ihrer schönen Pferde und kostbaren Kleidung sowie der mitgeführten Waren und Barschaften eine recht auffällige Gruppe. Bei der Weiterreise wurden sie von fouragierenden kaiserlichen Reitern verfolgt, angehalten und aufgefordert, sich gefangen zu geben und alles Eigentum auszuhändigen. Einige liessen sich ausrauben und überlebten. Wer sich weigerte und Widerstand leistete, wurde ermordet, darunter die Gebrüder Sarasin. Da auch die Kaiserlichen auf gute Beziehungen zum neutralen Basel Wert legten, liess Oberst Freiherr Philipp Nikolaus von der Leyen, Pfandherr der vorderösterreichischen Herrschaft Triberg, die Räuber gefangensetzen; ihr Prozess scheint aber trotz allen Bemühungen des Basler Patriziats in den Wirren des Dreissigjährigen Kriegs im Sande verlaufen zu sein. Nach der Ermordung seiner beiden älteren Brüder ging die Leitung des Handelshauses Sarasin auf Gédéons Sohn Peter Sarasin dem Älteren (1608–1662) über, der zu diesem Zeitpunkt erst 26 Jahre alt war. Gédéons Enkel Peter Sarasin der Jüngere (1640–1719) führte das Handelshaus ab 1662 mit seinen Brüdern weiter, dieser Peter Sarasin wurde 1687 in den Kleinen Rat (also dem obersten Organ der Stadt Basel) aufgenommen, womit die Familie Sarasin zum Basler Ratsgeschlecht aufstieg.
Das Epitaph Gédéon Sarasins mit dem in Basel angenommenen Wappen der Familie befindet sich im Kreuzgang des Basler Münsters.

## Familie
Gédéon Sarasin war in erster Ehe (1599) verheiratet mit Marguerite Denais, in zweiter Ehe (1619) mit Esther Lenou. Die Kinder aus erster Ehe waren:
1. Regnault * 2. Mai 1602 in Markirch; † 17. Januar 1634 bei Waldau
2. Hans Franz * 3. Februar 1604 in Colmar; † 17. Januar 1634 bei Waldau
3. Stephan, früh verstorben
4. Peter * 13. Februar 1608 in Colmar; † 28. Juni 1662 in Basel
5. Margaretha, früh verstorben
6. Philipp, etwa 1612–1629
7. Esther, früh verstorben